# 운무림쌀쥐
운무림쌀쥐(Handleyomys saturatior)는 비단털쥐과 쌀쥐족에 속하는 설치류의 일종이다. 벨리즈와 엘살바도르, 과테말라, 온두라스, 멕시코, 니카라과에서 발견된다. 해발 750m와 2500m 사이의 운무림에서 서식한다. 이전에는 쌀쥐속으로 분류했다.